# Услугин, Леонид Иванович
Леонид Иванович Услугин (29.08.1916 — 16.06.1952) — старший сержант (разведчик) РККА, герой Великой Отечественной войны 1941—1945 гг. — командир отделения 297-я отдельной разведывательной роты 222-й стрелковой дивизии 33-й армии. Полный кавалер ордена Славы.

## Биография
Родился в 1920 году в городе Середа в семье рабочего. Родители выходцы из деревни Золотуха Ногинской волости Нерехтского уезда. Русский. В семье было восемь детей — четыре брата и четыре сестры. Леонид — младший. Имел начальное образование — окончил 4 класса. После окончания школы работал слесарем.
В 1934 году был арестован и осуждён за хулиганство и сопротивление милиции народным судом Реутовского района Московской области на 8 лет лишения свободы с началом исчисления срока с 25 июня 1934 года. В августе 1941 года был этапирован из Ленинграда в «Печорлаг». Находясь в заключении (в тюрьме и в лагере) был на хорошем счету у начальства, а также пользовался авторитетом и уважением в коллективе. Работал на строительстве железной дороги в Воркуту.
На фронт Великой Отечественной войны был призван Кожвинским райвоенкоматом Республики Коми в августе 1942 года после отбытия срока..
Воинская должность — командир отделения 297-й отдельной разведывательной роты 222-й стрелковой дивизии 33-й армии. Воевал на Западном, 2-м, 3-м и 1-м Белорусских фронтах. Воинское звание — старший сержант. В боях получил пять ранений.
В 1945 году после госпиталя был демобилизован по инвалидности; была ампутирована левая нога. По возвращении на малую Родину в г. Фурманов работал на механосборочном заводе.
Умер 16 июня 1952 — попал под поезд. Похоронен в г. Фурманов на Никольском кладбище. Последние награды — ордена Славы 2-й и 1-й степени — не были вручены.
В связи с тем, что Услугин ранее был осуждён, секретарь Фурмановского райкома партии в 1974 году написал:

«Не рекомендую включать могилу Услугина Л. И. в свод охраняемых памятников г. Фурманова»
— Зэкам героев не давали

## Подвиги
Первый
2 февраля 1945 года Услугин в составе головного дозора в районе г. Франкфурт-на-Одере (Германия) принял бой с группой противника и уничтожил 11 немцев. За этот подвиг награждён орденом Славы 3 степени.
Второй
В ночь на 3 февраля 1945 года в составе группы разведчиков преодолев р. Одер у г. Фогельзанг (Германия) уничтожил свыше 10 немцев. 12 февраля 1945 года проник вместе с группой в тыл немцев и взорвал мост через канал Одер — Шпрее возле ст. Цинтельдорф. 19 февраля 1945 года с группой захвата ворвался в траншею немцев в 4 км восточнее Цинтельдорфа и уничтожил около 10 немцев и захватил «языка». За эти подвиги награждён орденом Славы 2 степени.
Третий
В ночь на 14 апреля 1945 года, с группой разведчиков, находящихся в районе г. Брисков-Финкенхерд (Германия) уничтожил около 10 немцев, пулемётную точку и противотанковое орудие. Во время выполнения боевого задания был тяжело ранен. За этот подвиг награждён орденом Славы 1 степени.

## Награды
- орден Славы 1 степени (15.05.1946)
- орден Славы 2 степени (29.03.1945)
- орден Славы 3 степени (03.02.1945, № 302143)
- орден Красного Знамени (24.08.1944). За захват трёх «языков» — капитана и двух солдат.
- два ордена Красной Звезды (7.08.1944 (за захват «языка»), 19.08.1944).
- медали СССР

## Память
- Имя героя Отечественной войны 1941-45 гг. Леонида Услугина увековечено на Мемориале героев-ивановцев в областном центре — городе Иваново.
- Имя земляка-героя Отечественной войны 1941-45 гг. Леонида Услугина увековечено на монументе «Наши герои» в городе Фурманове[3].